# Australagolius sauerovae
Australagolius sauerovae är en skalbaggsart som beskrevs av Mencl 2008. Australagolius sauerovae ingår i släktet Australagolius och familjen Aphodiidae. Inga underarter finns listade.